# 플라트브뢰드
플라트브뢰드(노르웨이어: flatbrød)는 노르웨이 지방의 납작빵이다. 주로 소금간을 한 고기나 생선과 같이 제공되며 노르웨이 사람들이나 바이킹에게는 주식이다.
주 재료는 보리의 가루, 소금, 물이며 이 외의 다른 재료에 따라 플랫브러드의 종류가 결정된다.
브런치, 저녁 식사 등 모든 식사에서 플랫브러드를 찾아볼 수 있다. 청어나 감자가 같이 나오는 경우도 많으며 종종 버터나 사워 크림을 플랫브러드와 함께 먹기도 한다.

## 같이 보기
- 납작빵
- 노르웨이 요리
- 크네케브뢰드